# Laukansaari (ö i Södra Savolax, Nyslott, lat 61,78, long 28,87)
Laukansaari är en ö i Finland. Den ligger i sjön Pihlajavesi och i kommunen Nyslott i  landskapet Södra Savolax, i den sydöstra delen av landet, 270 km nordost om huvudstaden Helsingfors. Öns area är 9,01 kvadratkilometer och dess största längd är 8,3 kilometer i sydöst-nordvästlig riktning.